# Crisopoli
Crisopoli fu una città ubicata sullo stretto del Bosforo, in Asia minore. Dalla città era possibile vedere Costantinopoli, situata sulla costa opposta. Nei pressi di questa, nel 324, si consumò la battaglia tra i due imperatori dell'epoca: Costantino e Licinio. 
Nel 1071, sotto il regno di Michele VII Ducas, fu incendiata dai Normanni.
Cadde dopo la presa della capitale bizantina per mano turca nel 1453. All'antica Crisopoli corrisponde oggi il quartiere di Istanbul denominato Scutari.